# Красноуфимский уезд
Красноуфи́мский уе́зд — административно-территориальная единица в составе Пермской губернии (в 1919—1923 годах в составе Екатеринбургской губернии) Российской Империи и РСФСР, существовавшая в 1781—1923 годах.
Уездный город — Красноуфимск.

## География
Площадь Красноуфимского уезда составляла 24 485 км² (21 514 кв. в.). Его территория располагалась на западном склоне Уральского хребта и была покрыта значительными горами, холмами, грядами возвышенностей, причём большая часть площади — около 16 388 км² (1,5 млн дес.) занята лесами, преимущественно хвойными, богата рудами и минеральными ресурсами. Важнейшие реки: Чусовая в северо-восточной части уезда, с притоками Межевая Утка и Шайтанка, Сылва с притоками Тиса, Иргина, Суксунчик, Молебка, а затем Уфа, в которую впадают Бугалыш, Бисерть, Сарана и Артя. Южная часть уезда хлебородна и отличалась прекрасной чернозёмной почвой.

## История
Уезд образован 27 января 1781 года в составе Пермской области Пермского наместничества. С 12 декабря 1796 года в составе Пермской губернии.
20 марта 1919 года из Красноуфимского уезда в Кущинский кантон новообразованной Автономной Башкирской ССР были переданы Азигуловская, Белянкинская, Больше-Окинская, Тляшевская, Шакуровская и Ювинская волости, селение Юлай Новозлатоустовской волости, селения Верхний Баяк и Средний Баяк Манчажской волости и селения Средний Буталыш и Яман-Зилга Сажинской волости.
15 июля 1919 года вошёл в состав Екатеринбургской губернии при её образовании. Позднее в том же году ? восточные волости переданы Екатеринбургскому уезду.
3 ноября 1923 года уезд был ликвидирован, его территория вошла в состав Кунгурского округа Уральской области.

## Население
Население Красноуфимского уезда состояло, кроме русских (202 018 чел.), из башкир (21 809 чел.), марийцев (15 345 чел.), татар (14 753 чел.), тептярей (3 649 чел.), мещеряков (487 чел.), удмуртов (434 чел.), манси (389 чел.). Численность населения составляла 244 310 человек (из них 120 040 мужчин): 225 537 крестьян, 766 мещан, 16 436 военного сословия. 9 354 человек — старообрядцы.

## Административное деление
В 1913 году в состав уезда входило 44 волости:
| - Агафоновская - Азигуловская - Александровская - Алмазская - Алтыновская - Артинская — с. Артинский завод, - Атигская — с. Атигский завод, - Афанасьевская — с. Бисертское, - Ачитская — с. Ачит, - Бисертская — с. Бисертский завод, - Богородская - Больше-Окинская - Быковская - Белянковская - Верхне-Сергинская — с. Верхне-Сергинский завод, | - Верхне-Суксунская — с. Верхне-Суксунское, - Енапаевская, - Златоустовская - Иргинская — с. Нижне-Иргинский завод, - Каргинская - Киргишанская - Кленовская - Криулинская - Манчажская - Михайловская — с. Михайловский завод, - Молебская — с. Молебский завод, - Мостовская - Нижне-Сергинская — с. Нижне-Сергинский завод, - Ново-Златоустовская - Нязе-Петровская — с. Нязе-Петровский завод, | - Петропавловская - Поташинская - Сажинская - Саранинская — с. Нижне-Саранинский завод, - Суксунская — с. Суксунский завод, - Сылвинская — с. Сылва, - Сыринская - Торговижская - Утинская - Уткинская — с. Уткинский завод, - Шайтанская — с. Шайтанский завод ( Первоуральск), - Шемахинская — с. Шемахинский завод, - Шокуровская - Ювинская |

## Экономика
Основными видами промышленности были хлебопашество и горное дело. В числе культивируемых растений по данным 1893 года на первом месте стоят: рожь — около 677 км² (62 тыс. дес.), овёс — более км² (51 тыс. дес.) и пшеница — до 246 км² (22,5 тыс. дес.), затем гречиха, ячмень — 46 км² (4,5 тыс. дес.), горох, лён, конопля, немного полбы, проса и чечевицы. Вся площадь земли под посевами — около 1 693 км² (155 тыс. дес.). В 1892 году в уезде насчитывалось лошадей — 67053, рогатого скота — 68697, овец — 97867, свиней — 7292, коз — 3613. Горные заводы — чугуноплавильные и железоделательные или с обоими видами производства; важнейшие — Верхний и Нижний Артинские. Бумажный и картонный заводы, 2 винокуренных, 2 стеклянных. Более мелких заводско-фабричных предприятий в 1893 году насчитывалось 507, в том числе 188 мельниц, 30 кожевеных заводов, 95 кузниц, 35 заводов металлических изделий, 16 кирпичных. Смолокурни, скорняжные и овчинные заводы, круподёрки, маслобойни, войлочные и пимоваляльные заводы, экипажные и колесоделательные мастерские также довольно многочисленны (от 7 до 18 предприятий в группе).

## Местное самоуправление
Земские расходы по уезду составили в 1893 году 239 000 руб.: 58 590 руб. — на народное образование, 41 200 руб. — на врачебное дело. Школ в уезде 61, с 3 624 учащимися обоего пола; больниц 5, врачей 7, фельдшеров 29.